# 4-NEMD
4-NEMD是一种含氮有机化合物，分子式C15H14N2，化学结构上与右美托咪定相似，有α2肾上腺素受体激动剂作用，可作为鎮靜劑。